# Boris Minț
Boris Minț (în rusă Борис Минц; n. 24 iulie 1958, Rîbnița, RSS Moldovenească, URSS) a fost un om de afaceri rus, personalitate publică și filantrop, fost „consilier de stat” al Federației Ruse.
Potrivit ziarului Kommersant, a intrat în top 10 antreprenori și manageri ruși în ceea ce privește numărul de publicații în mass-media cu un ton negativ la sfârșitul anului 2020.

## Biografie
S-a născut în orașul Rîbnița din RSS Moldovenească (actualmente în Transnistria, Republica Moldova), după o perioadă, familia s-a mutat la Lipetsk. Până la vârsta de 10 ani a locuit în Kostroma.
În 1980 a absolvit Departamentul de Fizică al Universității de Stat din Ivanovo. În perioada 1983-1990 a lucrat la Institutul textil „Frunze” din Ivanovo, ulterior, a fost profesor asociat al Departamentului de Matematică Superioară.
În 1987-1990 a lucrat într-unul din Centrele pentru creativitatea științifică și tehnică a tinerilor.
În 2016, împreună cu soția și fiica sa, a primit cetățenia Maltei.
Potrivit mai multor publicații, în mai 2018, Minț și fii au părăsit Rusia, mutându-se în Marea Britanie.
Pe 28 iunie 2019, Bank of Non-Core Assets (Bank Trust) și corporația financiară „Otkrîtie” au intentat un proces de fraudă împotriva lui Minț în High Court al Angliei și Țării Galilor. La 11 iulie, instanța a blocat activele lui Minț și ale celor trei fii ai săi în valoare de 572 milioane de dolari.
La 30 ianuarie 2020, Comitetul de anchetă al Federației Ruse i-a declarat pe Boris Minț și pe cei trei fii ai săi pe lista căutărilor interstatale (în CSI) sub acuzația de delapidare a bunurilor străine. Pe 13 februarie (2020), Judecătoria Basmannîi din Moscova l-a arestat pe omul de afaceri în lipsă.